# Copa Heineken 2010-11
La temporada 2010-2011 de la Copa Heineken fue la 16.ª edición de la máxima competición continental del rugby europeo. Como es habitual 24 fueron los equipos participantes, divididos en 6 grupos de 4, para afrontar la primera fase de la competición, la fase de grupos. Tras las 6 jornadas correspondientes a esta primera fase, los primeros de cada grupo y los 2 mejores segundos se clasificaron para disputar los cuartos de final, a partidos único, las semifinales y la final. La primera jornada se disputó el día 8 de octubre de 2010, y la gran final tuvo lugar el 21 de mayo de 2011, en el Millenium Stadium de Cardiff, donde el Leinster Rugby se consagró campeón de Europa por segunda vez en su historia.
En esta 16.ª edición del torneo participaron 7 equipos franceses, 6 ingleses, 4 galeses, 3 irlandeses, 2 escoceses y 2 italianos.

Países con presencia en la Heineken Cup

## Calendario
| Jornadas | Fechas                     |
| 1ª       | 8-9 de octubre de 2010     |
| 2ª       | 15-16 de octubre de 2010   |
| 3ª       | 11-12 de diciembre de 2010 |
| 4ª       | 18-19 de diciembre de 2010 |
| 5ª       | 15-16 de enero de 2011     |
| 6ª       | 22-23 de enero de 2011     |
| Cuartos  | 9-10 de abril de 2011      |
| Semis    | 30 abril-1 de mayo de 2011 |
| Final    | 21 de mayo de 2011         |

La Heineken Cup es la máxima competición continental a nivel de clubs del rugby europeo, y para que los resultados en la misma no se vean afectados por la ausencia de jugadores importantes, el calendario de esta temporada está condicionado por la disputa de los Tests Internacionales de Noviembre entre las selecciones del Hemisferio Sur que visitan a las selecciones del Hemisferio Norte. Así pues, durante el mes de noviembre se hace un paréntesis en la competición. Además, en los meses de febrero y marzo de 2011 tendrá lugar el Torneo de las Seis Naciones de rugby, y por lo tanto en esos 2 meses tampoco se disputará ningún partido de la Heineken Cup.

## Fase de grupos
| \| GRUPO 1 \| |                    |     |     |     |     |     |    |    |
| | Equipo             | Pts | Jug | Gan | Emp | Per | BO | BD |
| 1 | Northampton Saints | 25  | 6   | 6   | 0   | 0   | 1  | 0  |
| 2 | Cardiff Blues      | 14  | 6   | 3   | 0   | 3   | 0  | 2  |
| 3 | Castres Olympique  | 11  | 6   | 2   | 0   | 4   | 0  | 3  |
| 4 | Edinburgh Rugby    | 8   | 6   | 1   | 0   | 5   | 0  | 4  |
| La victoria vale 4 puntos. El empate vale 2 puntos. Los puntos bonus se dan por anotar 4 ensayos o más y por perder por 7 puntos o menos. En verde los equipos en cuartos de final. |                    |     |     |     |     |     |    |    |
| GRUPO 1 |                    |     |     |     |     |     |    |    |

| GRUPO 1 |

| Jornada | _____Local_____ | Resultado | ___Visitante___ |       |
| ------- | --------------- | --------- | --------------- | ----- |
| 1       | Northampton     | 18-14     | Castres         | Datos |
| 1       | Cardiff         | 18-17     | Edinburgh       | Datos |
|         |                 |           |                 |       |
| 2       | Castres         | 27-20     | Cardiff         | Datos |
| 2       | Edinburgh       | 27-31     | Northampton     | Datos |
|         |                 |           |                 |       |
| 3       | Northampton     | 23- 15    | Cardiff         | Datos |
| 3       | Castres         | 21- 16    | Edinburgh       | Datos |
|         |                 |           |                 |       |
| 4       | Edinburgh       | 24-22     | Castres         | Datos |
| 4       | Cardiff         | 19-23     | Northampton     | Datos |
|         |                 |           |                 |       |
| 5       | Cardiff         | 14-9      | Castres         | Datos |
| 5       | Northampton     | 37-0      | Edinburgh       | Datos |
|         |                 |           |                 |       |
| 6       | Castres         | 12-23     | Northampton     | Datos |
| 6       | Edinburgh       | 14-21     | Cardiff         | Datos |

| \| GRUPO 2 \| |                |     |     |     |     |     |    |    |
| | Equipo         | Pts | Jug | Gan | Emp | Per | BO | BD |
| 1 | Leinster Rugby | 24  | 6   | 5   | 0   | 1   | 3  | 1  |
| 2 | Clermont       | 19  | 6   | 4   | 0   | 2   | 2  | 1  |
| 3 | Racing Metro   | 9   | 6   | 2   | 0   | 4   | 0  | 1  |
| 4 | Saracens       | 6   | 6   | 1   | 0   | 5   | 0  | 2  |
| La victoria vale 4 puntos. El empate vale 2 puntos. Los puntos bonus se dan por anotar 4 ensayos o más y por perder por 7 puntos o menos. En verde los equipos en cuartos de final. |                |     |     |     |     |     |    |    |
| GRUPO 2 |                |     |     |     |     |     |    |    |

| GRUPO 2 |

| Jornada | _____Local_____ | Resultado | ___Visitante___ |       |
| ------- | --------------- | --------- | --------------- | ----- |
| 1       | Leinster        | 38-22     | Racing Metro    | Datos |
| 1       | Clermont        | 25-10     | Saracens        | Datos |
|         |                 |           |                 |       |
| 2       | Racing Metro    | 16-9      | Clermont        | Datos |
| 2       | Saracens        | 23-25     | Leinster        | Datos |
|         |                 |           |                 |       |
| 3       | Saracens        | 21-24     | Racing Metro    | Datos |
| 3       | Clermont        | 20-13     | Leinster        | Datos |
|         |                 |           |                 |       |
| 4       | Racing Metro    | 14-19     | Saracens        | Datos |
| 4       | Leinster        | 24-8      | Clermont        | Datos |
|         |                 |           |                 |       |
| 5       | Clermont        | 28-17     | Racing Metro    | Datos |
| 5       | Leinster        | 43-20     | Saracens        | Datos |
|         |                 |           |                 |       |
| 6       | Racing Metro    | 11-36     | Leinster        | Datos |
| 6       | Saracens        | 14-24     | Clermont        | Datos |

| \| GRUPO 3 \| |               |     |     |     |     |     |    |    |
| | Equipo        | Pts | Jug | Gan | Emp | Per | BO | BD |
| 1 | RC Toulon     | 17  | 6   | 4   | 0   | 2   | 1  | 0  |
| 2 | Munster Rugby | 16  | 6   | 3   | 0   | 3   | 2  | 2  |
| 3 | Ospreys Rugby | 14  | 6   | 3   | 0   | 3   | 0  | 2  |
| 4 | London Irish  | 9   | 6   | 2   | 0   | 4   | 0  | 1  |
| La victoria vale 4 puntos. El empate vale 2 puntos. Los puntos bonus se dan por anotar 4 ensayos o más y por perder por 7 puntos o menos. En verde los equipos en cuartos de final. |               |     |     |     |     |     |    |    |
| GRUPO 3 |               |     |     |     |     |     |    |    |

| GRUPO 3 |

| Jornada | _____Local_____ | Resultado | ___Visitante___ |       |
| ------- | --------------- | --------- | --------------- | ----- |
| 1       | Toulon          | 19-14     | Ospreys         | Datos |
| 1       | Irish           | 23-17     | Munster         | Datos |
|         |                 |           |                 |       |
| 2       | Ospreys         | 27-16     | Irish           | Datos |
| 2       | Munster         | 45-18     | Toulon          | Datos |
|         |                 |           |                 |       |
| 3       | Munster         | 22-16     | Ospreys         | Datos |
| 3       | Irish           | 13-19     | Toulon          | Datos |
|         |                 |           |                 |       |
| 4       | Ospreys         | 19-15     | Munster         | Datos |
| 4       | Toulon          | 38-17     | Irish           | Datos |
|         |                 |           |                 |       |
| 5       | Irish           | 24-12     | Ospreys         | Datos |
| 5       | Toulon          | 32-16     | Munster         | Datos |
|         |                 |           |                 |       |
| 6       | Munster         | 28-14     | Irish           | Datos |
| 6       | Ospreys         | 29-17     | Toulon          | Datos |

| \| GRUPO 4 \| |                    |     |     |     |     |     |    |    |
| | Equipo             | Pts | Jug | Gan | Emp | Per | BO | BD |
| 1 | Biarritz Olympique | 22  | 6   | 4   | 0   | 2   | 4  | 2  |
| 2 | Ulster Rugby       | 22  | 6   | 5   | 0   | 1   | 2  | 0  |
| 3 | Bath Rugby         | 14  | 6   | 2   | 0   | 4   | 2  | 4  |
| 4 | Aironi Rugby       | 4   | 6   | 1   | 0   | 5   | 0  | 0  |
| La victoria vale 4 puntos. El empate vale 2 puntos. Los puntos bonus se dan por anotar 4 ensayos o más y por perder por 7 puntos o menos. En verde los equipos en cuartos de final. |                    |     |     |     |     |     |    |    |
| GRUPO 4 |                    |     |     |     |     |     |    |    |

| GRUPO 4 |

| Jornada | _____Local_____ | Resultado | ___Visitante___ |       |
| ------- | --------------- | --------- | --------------- | ----- |
| 1       | Ulster          | 30-6      | Aironi          | Datos |
| 1       | Bath            | 11-12     | Biarritz        | Datos |
|         |                 |           |                 |       |
| 2       | Aironi          | 6-22      | Bath            | Datos |
| 2       | Biarritz        | 35-15     | Ulster          | Datos |
|         |                 |           |                 |       |
| 3       | Ulster          | 22-18     | Bath            | Datos |
| 3       | Aironi          | 28-27     | Biarritz        | Datos |
|         |                 |           |                 |       |
| 4       | Biarritz        | 34-3      | Aironi          | Datos |
| 4       | Bath            | 22-26     | Ulster          | Datos |
|         |                 |           |                 |       |
| 5       | Bath            | 55-16     | Aironi          | Datos |
| 5       | Ulster          | 9-6       | Biarritz        | Datos |
|         |                 |           |                 |       |
| 6       | Aironi          | 6-43      | Ulster          | Datos |
| 6       | Biarritz        | 26-19     | Bath            | Datos |

| \| GRUPO 5 \| |                   |     |     |     |     |     |    |    |
| | Equipo            | Pts | Jug | Gan | Emp | Per | BO | BD |
| 1 | Perpignan         | 22  | 6   | 4   | 1   | 1   | 4  | 0  |
| 2 | Leicester Tigers  | 22  | 6   | 4   | 1   | 1   | 3  | 1  |
| 3 | Llanelli Scarlets | 15  | 6   | 3   | 0   | 3   | 3  | 0  |
| 4 | Benetton Treviso  | 1   | 6   | 0   | 0   | 6   | 0  | 1  |
| La victoria vale 4 puntos. El empate vale 2 puntos. Los puntos bonus se dan por anotar 4 ensayos o más y por perder por 7 puntos o menos. En verde los equipos en cuartos de final. |                   |     |     |     |     |     |    |    |
| GRUPO 5 |                   |     |     |     |     |     |    |    |

| GRUPO 5 |

| Jornada | _____Local_____ | Resultado | ___Visitante___ |       |
| ------- | --------------- | --------- | --------------- | ----- |
| 1       | Benetton        | 29-34     | Leicester       | Datos |
| 1       | Scarlets        | 43-34     | Perpignan       | Datos |
|         |                 |           |                 |       |
| 2       | Perpignan       | 35-14     | Benetton        | Datos |
| 2       | Leicester       | 46-10     | Scarlets        | Datos |
|         |                 |           |                 |       |
| 3       | Perpignan       | 24-19     | Leicester       | Datos |
| 3       | Scarlets        | 35-27     | Benetton        | Datos |
|         |                 |           |                 |       |
| 4       | Benetton        | 15-38     | Scarlets        | Datos |
| 4       | Leicester       | 22-22     | Perpignan       | Datos |
|         |                 |           |                 |       |
| 5       | Benetton        | 9-44      | Perpignan       | Datos |
| 5       | Scarlets        | 18-32     | Leicester       | Datos |
|         |                 |           |                 |       |
| 6       | Leicester       | 62-15     | Benetton        | Datos |
| 6       | Perpignan       | 37-5      | Scarlets        | Datos |

| \| GRUPO 6 \| |                  |     |     |     |     |     |    |    |
| | Equipo           | Pts | Jug | Gan | Emp | Per | BO | BD |
| 1 | Stade Toulousain | 22  | 6   | 5   | 0   | 1   | 1  | 1  |
| 2 | London Wasps     | 19  | 6   | 4   | 0   | 2   | 2  | 1  |
| 3 | Glasgow Warriors | 12  | 6   | 3   | 0   | 3   | 0  | 0  |
| 4 | Newport Dragons  | 2   | 6   | 0   | 0   | 6   | 0  | 2  |
| La victoria vale 4 puntos. El empate vale 2 puntos. Los puntos bonus se dan por anotar 4 ensayos o más y por perder por 7 puntos o menos. En verde los equipos en cuartos de final. |                  |     |     |     |     |     |    |    |
| GRUPO 6 |                  |     |     |     |     |     |    |    |

| GRUPO 6 |

| \| Jornada \| _____Local_____ \| Resultado \| ___Visitante___ \| \| \| ------- \| --------------- \| --------- \| --------------- \| ----- \| \| 1 \| Glasgow \| 21-13 \| Newport \| Datos \| \| 1 \| Toulouse \| 18-16 \| Wasps \| Datos \| \| \| \| \| \| \| \| 2 \| Newport \| 19-40 \| Toulouse \| Datos \| \| 2 \| Wasps \| 38-26 \| Glasgow \| Datos \| \| \| \| \| \| \| \| 3 \| Glasgow \| 16-28 \| Toulouse \| Datos \| \| 3 \| Newport \| 16-23 \| Wasps \| Datos \| \| \| \| \| \| \| \| 4 \| Toulouse \| 36-10 \| Glasgow \| Datos \| \| 4 \| Wasps \| 37-10 \| Newport \| Datos \| \| \| \| \| \| \| \| 5 \| Glasgow \| 20-10 \| Wasps \| Datos \| \| 5 \| Toulouse \| 17-3 \| Newport \| Datos \| \| \| \| \| \| \| \| 6 \| Wasps \| 21-16 \| Toulouse \| Datos \| \| 6 \| Newport \| 16-23 \| Glasgow \| Datos \| |                 |           |                 |       |
| Jornada | _____Local_____ | Resultado | ___Visitante___ |       |
| 1 | Glasgow         | 21-13     | Newport         | Datos |
| 1 | Toulouse        | 18-16     | Wasps           | Datos |
| |                 |           |                 |       |
| 2 | Newport         | 19-40     | Toulouse        | Datos |
| 2 | Wasps           | 38-26     | Glasgow         | Datos |
| |                 |           |                 |       |
| 3 | Glasgow         | 16-28     | Toulouse        | Datos |
| 3 | Newport         | 16-23     | Wasps           | Datos |
| |                 |           |                 |       |
| 4 | Toulouse        | 36-10     | Glasgow         | Datos |
| 4 | Wasps           | 37-10     | Newport         | Datos |
| |                 |           |                 |       |
| 5 | Glasgow         | 20-10     | Wasps           | Datos |
| 5 | Toulouse        | 17-3      | Newport         | Datos |
| |                 |           |                 |       |
| 6 | Wasps           | 21-16     | Toulouse        | Datos |
| 6 | Newport         | 16-23     | Glasgow         | Datos |

| Jornada | _____Local_____ | Resultado | ___Visitante___ |       |
| ------- | --------------- | --------- | --------------- | ----- |
| 1       | Glasgow         | 21-13     | Newport         | Datos |
| 1       | Toulouse        | 18-16     | Wasps           | Datos |
|         |                 |           |                 |       |
| 2       | Newport         | 19-40     | Toulouse        | Datos |
| 2       | Wasps           | 38-26     | Glasgow         | Datos |
|         |                 |           |                 |       |
| 3       | Glasgow         | 16-28     | Toulouse        | Datos |
| 3       | Newport         | 16-23     | Wasps           | Datos |
|         |                 |           |                 |       |
| 4       | Toulouse        | 36-10     | Glasgow         | Datos |
| 4       | Wasps           | 37-10     | Newport         | Datos |
|         |                 |           |                 |       |
| 5       | Glasgow         | 20-10     | Wasps           | Datos |
| 5       | Toulouse        | 17-3      | Newport         | Datos |
|         |                 |           |                 |       |
| 6       | Wasps           | 21-16     | Toulouse        | Datos |
| 6       | Newport         | 16-23     | Glasgow         | Datos |

Tras la finalización de la fase de liguillas, los 6 equipos clasificados en primer lugar se han clasificado directamente para disputar la fase de cuartos de final, así como los 2 mejores equipos que han finalizado en segunda posición.

## Fase de Play Offs
|  | Cuartos de final      | Cuartos de final      |                  |                    | Semifinales                   | Semifinales                   |  |                    | Final              | Final              |  |
|  | 9-10 de abril de 2011 | 9-10 de abril de 2011 |                  |                    | 30 de abril-1 de mayo de 2011 | 30 de abril-1 de mayo de 2011 |  |                    | 21 de mayo de 2011 | 21 de mayo de 2011 |  |
|  |                       |                       |                  |                    |                               |                               |  |                    |                    |                    |  |
|  |                       |                       |                  |                    |                               |                               |  |                    |                    |                    |  |
|  | Northampton Saints    | 23                    |                  |                    |                               |                               |  |                    |                    |                    |  |
|  | Northampton Saints    | 23                    |                  |                    |                               |                               |  |                    |                    |                    |  |
|  | Ulster Rugby          | 13                    |                  |                    |                               |                               |  |                    |                    |                    |  |
|  | Ulster Rugby          | 13                    |                  | Northampton Saints | 23                            |                               |  |                    |                    |                    |  |
|  |                       |                       |                  | Northampton Saints | 23                            |                               |  |                    |                    |                    |  |
|  |                       |                       | USAP Perpignan   | 7                  |                               |                               |  |                    |                    |                    |  |
|  | USAP Perpignan        | 29                    | USAP Perpignan   | 7                  |                               |                               |  |                    |                    |                    |  |
|  | USAP Perpignan        | 29                    |                  |                    |                               |                               |  |                    |                    |                    |  |
|  | RC Toulon             | 25                    |                  |                    |                               |                               |  |                    |                    |                    |  |
|  | RC Toulon             | 25                    |                  |                    |                               |                               |  | Northampton Saints | 22                 |                    |  |
|  |                       |                       |                  |                    |                               |                               |  | Northampton Saints | 22                 |                    |  |
|  |                       |                       | Leinster Rugby   | 33                 |                               |                               |  |                    |                    |                    |  |
|  | Leinster Rugby        | 17                    | Leinster Rugby   | 33                 |                               |                               |  |                    |                    |                    |  |
|  | Leinster Rugby        | 17                    |                  |                    |                               |                               |  |                    |                    |                    |  |
|  | Leicester Tigers      | 10                    |                  |                    |                               |                               |  |                    |                    |                    |  |
|  | Leicester Tigers      | 10                    |                  | Leinster Rugby     | 32                            |                               |  |                    |                    |                    |  |
|  |                       |                       |                  | Leinster Rugby     | 32                            |                               |  |                    |                    |                    |  |
|  |                       |                       | Stade Toulousain | 23                 |                               |                               |  |                    |                    |                    |  |
|  | Biarritz Olympique    | 20                    | Stade Toulousain | 23                 |                               |                               |  |                    |                    |                    |  |
|  | Biarritz Olympique    | 20                    |                  |                    |                               |                               |  |                    |                    |                    |  |
|  | Stade Toulousain      | 27                    |                  |                    |                               |                               |  |                    |                    |                    |  |
|  | Stade Toulousain      | 27                    |                  |                    |                               |                               |  |                    |                    |                    |  |
|  |                       |                       |                  |                    |                               |                               |  |                    |                    |                    |  |

Los cuartos de final se disputaron a partido único en casa de los 4 equipos que finalizaron la fase de grupos con mayor puntuación.
Biarritz Olympique y USAP Perpignan jugaron sus respectivos partidos de cuartos de final como locales en 2 estadios de ciudades españolas, concretamente en el Estadio de Anoeta de San Sebastián y en el Estadio Olímpico Lluís Companys de Barcelona, con una asistencia de 32.500 espectadores en el caso de Anoeta, y de 55.000 en Montjuik, cifra histórica récord de asistencia a un partido de rugby en España.
| Bandera de Irlanda |
| Campeón Leinster   |
| Segundo título     |

## Máximos Anotadores
| Pos | Jugador          | PUNTOS | Equipo      | Posición   |
| 1º  | Johnny Sexton    | 76     | Leinster    | Apertura   |
| 2º  | David Skrela     | 74     | Toulouse    | Apertura   |
| 3º  | Dave Walder      | 70     | Wasps       | Apertura   |
| 4º  | Steve Myler      | 68     | Northampton | Apertura   |
| 5º  | Jérôme Porical   | 65     | Perpignan   | Zaguero    |
| -   | Dimitri Yachvili | 65     | Biarritz    | Medio Melé |
| 7º  | Dan Biggar       | 64     | Ospreys     | Apertura   |
| -   | Ian Humphreys    | 64     | Ulster      | Apertura   |

| Pos | Jugador           | ENSAYOS | Equipo      | Posición |
| 1º  | Paul Diggin       | 6       | Northampton | Ala      |
| 2º  | Matt Banahan      | 5       | Bath        | Ala      |
| -   | Tommaso Benvenuti | 5       | Benetton    | Centro   |
| -   | Takudzwa Ngwenya  | 5       | Biarritz    | Ala      |
| -   | Tom Biggs         | 5       | Bath        | Ala      |